# Lucien Londot
Pierre Dieudonné Arnold Marie Lucien Londot (* 23. April 1874 in Lüttich; † nach 1900) war ein belgischer Fußballspieler.
Er war im Jahre 1900 als Mitglied des Fußballclubs der Université libre de Bruxelles Teilnehmer der Olympischen Sommerspiele in Paris. Im Turnier belegte seine Mannschaft den 3. Platz.
Auf Vereinsebene spielte er bei RFC Lüttich.